# Vlag van Nieuw-Rusland

Vlag van Nieuw-Rusland

De vlag van Nieuw-Rusland was een variant op de voormalige oorlogsvlag. In augustus 2014 werd een driekleur voorgesteld als mogelijke nationale vlag, maar daarna werd het project om deze staat op te richten stopgezet. De vlag was gebaseerd op de marinevlag van de Russische Federatie.
De vlag van de Unie lijkt veel op de marinevlag van de Geconfedereerde Staten van Amerika, maar dit is toevallig. In werkelijkheid is de vlag gebaseerd op de geus van de Russische Marine.

Vlag voorgesteld op 13 augustus 2014
Veelgebruikte variant voor oorlogsvlaggen en een de facto vlag van Nieuw-Rusland.
Geus van de Russische Marine
Marinevlag van de Geconfedereerde Staten van Amerika